# Külföldi építészek nevezetes magyarországi épületeinek listája
Az alábbi lista a külföldi építészek nevezetes magyarországi épületeit sorolja fel.

## Budapesten
| Építész neve                        | Épület neve                                                  | Cím                                     | Építési idő | Megjegyzés | Kép |
| ----------------------------------- | ------------------------------------------------------------ | --------------------------------------- | ----------- | --- | --- |
| Isidore Canevale                    | Migazzi-kastély                                              | Verőce, Migazzi u. 1.                   | 1769        | |     |
| Isidore Canevale                    | Újépület                                                     | Budapest, Szabadság tér                 | 1786–1793   | Az 1800-as évek végén városrendezési okokból elbontásra került. Helyén alakították ki a Szabadság teret. |     |
| Ludwig Förster                      | Dohány utcai zsinagóga                                       | Budapest, Dohány u. 2.                  | 1854–1859   | Magyarország legnagyobb zsinagógája. A magyar Feszl Frigyes tervezte meg a belső részt. |     |
| Hans Petschnig                      | budai II. kerületi főreáliskola (ma: Toldy Ferenc Gimnázium) | Budapest, Toldy Ferenc u. 9.            | 1857–1859   | |     |
| Karl Etzel vagy Gregersen Guilbrand | Budai indóház                                                | Budapest, Alkotás u.                    | 1859–1861   | A második világháborúban szinte teljesen szétbombázták, romjait 1945 után bontották el. |     |
| Friedrich August Stüler             | A Magyar Tudományos Akadémia székháza                        | Budapest, Széchenyi István tér 9.       | 1862–1865   | |     |
| Otto Wagner                         | Rumbach utcai zsinagóga                                      | Budapest, Rumbach Sebestyén utca 11–13. | 1869–1872   | A magyar Kallina Mór is részt vett a munkálatokban. |     |
| Wilhelm von Doderer                 | Budai Helyőrségi Kórház                                      | Budapest, Alkotás u.                    | 1870–1872   | Elpusztult a második világháborúban. |     |
| Hermann von der Hude                | Budapesti Marhaközvágóhíd                                    | Budapest, Soroksári út 58.              | 1870–1872   | A létesítményt 2019-ben nagyrészt elbontották. |     |
| August de Serres, Theophil Seyry    | Nyugati pályaudvar                                           | Budapest, Teréz körút 55-57.            | 1875–1877   | A szerzőség nem teljesen tisztázott. |     |
| Jakob Gartner                       | Újpesti zsinagóga                                            | Budapest, Berzeviczy Gergely utca 8.    | 1885–1886   | A szerzőség nem teljesen tisztázott. |     |
| August de Serres                    | a Szabad Osztrák-Magyar Vasúttársaság bérháza                | Budapest, Teréz körút 56-62.            | 1886–1887   | |     |
| Oskar Marmorek                      | Egyedi-villa                                                 | Budapest                                | 1896        | |     |
| Oskar Marmorek                      | Egyedi-palota                                                | Budapest, Benczúr utca 27.              | 1896        | |     |
| Oskar Marmorek                      | Ős-Budavára                                                  | Budapest, Állatkerti körút              | 1896        | A létesítmény kialakításában a magyar Vidor Emil is részt vett. Mivel az építményt eleve ideiglenesnek szánták, gyenge minőségű anyagokból épült, a Fővárosi Közmunkák Tanácsa tűzveszélyre hivatkozva 1910-ben lebontásra ítélte. |     |
| Vezelka Venanto                     | tiszti pavilon és laktanyaépület                             | Budapest, Vörösvári út 105.             | 1899        | |     |
| Vezelka Venanto                     | Hlavay-bérház                                                | Budapest, Peterdy utca 25.              | 1900 k.     | |     |
| Vezelka Venanto                     | Hlavay-villa                                                 | Budapest, Thököly út 64.                | 1901        | |     |
| Franz Baumgartner                   | Stiberth villa                                               | Budapest, Tigris utca 3.                | 1904        | |     |
| Franz Matouschek                    | lakóház                                                      | Budapest, Cházár András utca 5.         | 1905        | |     |
| Josef Hoffmann                      | Pikler-villa                                                 | Budapest, Trombitás utca 19.            | 1909        | |     |
| Franz Matouschek                    | Pucher-palota                                                | Budapest, Petőfi tér 1.                 | 1913        | A szerzőség nem teljesen tisztázott, egyesek szerint Pucher István műve az épület. |     |
| Bruno Buchwieser                    | Újpesti Nagyboldogasszony-templom                            | Budapest, Anscher Lipót tér 10.         | 1926–1928   | |     |

## Egyéb helyszíneken
| Építész neve                       | Épület neve                                | Cím                                     | Építési idő | Megjegyzés                                                              | Kép |
| ---------------------------------- | ------------------------------------------ | --------------------------------------- | ----------- | ----------------------------------------------------------------------- | --- |
| Ludwig Förster                     | Kazinczy utcai zsinagóga                   | Miskolc, Kazinczy utca 7.               | 1856–1863   |                                                                         |     |
| Cometter Bernardin                 | Székesfehérvári neológ zsinagóga           | Székesfehérvár                          | 1862        | Magyarország második legnagyobb zsinagógája volt. Az épület elpusztult. |     |
| Cometter Bernardin                 | palota                                     | Székesfehérvár, Budai út 27.            | 1862        |                                                                         |     |
| Alois Cacciari                     | Váci zsinagóga                             | Vác, Eötvös u. 3.                       | 1862        |                                                                         |     |
| Hans Petschnig                     | Újvárosi templom                           | Szekszárd, Pázmány tér 6.               | 1868        |                                                                         |     |
| Ludwig Wächtler                    | kaszinó és vigadó                          | Sopron                                  | 1870        |                                                                         |     |
| Carl Gangolf Kayser                | Batthyány-Montenuovo Mauzóleum             | Bóly                                    | 1879–1894   |                                                                         |     |
| Ludwig Schöne                      | Szombathelyi zsinagóga                     | Szombathely, II. Rákóczi Ferenc utca 3. | 1880–1881   |                                                                         |     |
| Victor Rumpelmayer                 | Festetics-kastély                          | Keszthely                               | 1883–1887   |                                                                         |     |
| Moritz Hinträger és Carl Hinträger | Soproni Városháza                          | Sopron, Fő tér 1.                       | 1895        |                                                                         |     |
| Jakob Gartner                      | Debreceni neológ zsinagóga                 | Debrecen, Deák Ferenc u.                | 1896        | Az épület elpusztult.                                                   |     |
| Hans Petschnig                     | Szekszárdi zsinagóga                       | Szekszárd, Szent István tér 28.         | 1897        | Az osztrák építész valószínűleg utolsó munkája.                         |     |
| Gustav Posel                       | Szombathely vasútállomás                   | Szombathely, Vasút u. 8.                | 1902        |                                                                         |     |
| Gustav Posel                       | Sopron-Déli pályaudvar jelentős kibővítése | Sopron, Baross utca 3.                  | 1902        |                                                                         |     |

## Egyéb építmények
- Ernest Goüin: Margit híd, Budapest (1872–1876)[35]

## Külföldi építészek tervpályázatokon
A megvalósult épületeken kívül külföldi építészek többször részt vettek (sikertelenül) építészeti tervpályázatokon. Példák:
- Magyar Tudományos Akadémia – Heinrich Ferstel, Leo von Klenze, Friedrich August Stüler[36]
- Lipótvárosi zsinagóga – Henri Evers[37]
- Szabadság híd – Friedrich von Thiersch, Ludwig Eisenlohr–Carl Weigle közös terve[38]

A Budai zsinagóga sikertelen pályázatai után elterjedt, hogy Franz Roeckle német építészt kívánják megbízni a munkálatokkal.)